# 鲨鱼保护法
鲨鱼保护法（Shark Conservation Act of 2010）美国奥巴马总统2011年1月4日签字批准，使这项法案正式成为法律。

## 禁止切割鱼翅行为
这个法案可以说主要是针对亚洲人吃鱼翅的习惯，禁止船只将切割下来的鱼翅运到美国海岸，运到美国的鱼翅必须和鲨鱼的身体连在一起，因为人们为了获得鱼翅，常常在海上把鱼翅切下来以后把鲨鱼丢进海里。这种残忍的方式造成很多鲨鱼死亡。由于全球对鱼翅的需求，某些鲨鱼种类已经濒临灭绝。